# Bucky Barnes
James Buchanan "Bucky" Barnes es un personaje ficticio que aparece en los cómics estadounidenses publicados por Marvel Comics. Originalmente presentado como un compañero del Capitán América, el personaje fue creado por Joe Simon y Jack Kirby y apareció por primera vez en Captain America Comics #1 (marzo de 1941) (que fue publicado por el predecesor de Marvel, Timely Comics). El disfraz original de Barnes (o uno basado en él) y el apodo de Bucky han sido utilizados por otros héroes en el Universo Marvel a lo largo de los años.
El personaje es traído de la supuesta muerte como el asesino al cual le fue lavado el cerebro, Soldado del Invierno. Los recuerdos y la personalidad del personaje se restauran más tarde, lo que lo lleva a convertirse en un héroe oscuro en busca de redención. Asume temporalmente el papel del Capitán América cuando se presume que Steve Rogers está muerto. Durante el crossover de 2011 Fear Itself, a Barnes se le inyecta la Fórmula Infinita, que aumenta su vitalidad natural y sus rasgos físicos de una manera similar (pero menos poderosa) al suero de súper soldado utilizado en el Capitán América.
IGN enumeró a Bucky Barnes como el 53.º héroe del cómic más grande de todos los tiempos, afirmando que después de Robin, Bucky es fácilmente el compañero de superhéroe más emblemático de la Era Dorada y lo describe como uno de los personajes centrales en el Universo Marvel desde su papel de Capitán América. IGN también enumera a Bucky como #8 en su lista de "The Top 50 Avengers" en 2012.
Sebastian Stan interpreta al personaje de las películas del Universo Cinematográfico de Marvel para Capitán América: el primer vengador (2011) en los años 40, Captain America: The Winter Soldier (2014) en su regreso y fue el villano del Capitán América, Ant-Man (2015; cameo final), Capitán América: Civil War (2016), Black Panther (2018; cameo final), Avengers: Infinity War (2018) sufrido por el chasquido, Avengers: Endgame (2019), las series de televisión Disney+, The Falcon and The Winter Soldier y What If...? (2021). El hizo su aparición en la película Captain America: Brave New World (2025; cameo), Thunderbolts* (2025) y vuelve para la próxima película Avengers: Doomsday (2026).

## Historia de publicación
Cuando Joe Simon creó la primera historia del Capitán América para el precursor de Marvel Comics, Timely Comics en 1940, incluyó un joven compañero. "El niño compañero fue llamado simplemente Bucky, por mi amigo Bucky Pierson, una estrella en nuestro equipo de baloncesto de la escuela," dijo Simon en su autobiografía. Siguiendo el debut del personaje en Capitán América Comics #1 (marzo de 1941), Bucky Barnes apareció como estrella en el título en cada historia de los cómics y otros de Timely, y formó parte del grupo los Jóvenes Aliados. En la época de posguerra, con la popularidad de los héroes desvaneciéndose, Bucky apareció como el líder Capitán América en las dos aventuras del grupo de Timely/Marvel, El Escuadrón de Todos los Ganadores, en All Winners Comics #19 & 21 (Otoño-Invierno 1946; no hay número #20). Después de que Bucky fue herido en 1948, fue sucedido por Betsy Ross, la novia del Capitán América, quien se convirtió en la heroína Chica Dorada. Captain America Comics terminó en el número #75 (Feb. 1950), a partir de ese momento, la serie se titularía Captain America's Weird Tales para los siguientes dos números, con la antología de tema del final de horror / suspenso sin superhéroes.
Posteriormente tanto el Capitán América como Bucky fueron brevemente revividos, junto a sus compañeros Antorcha Humana androide y Namor, para la historieta Young Men #24 (Dic. 1953), publicada por Atlas Comics. Bucky apareció en "Captain America, Commie Smasher!", como el héroe principal, en historias que fueron publicadas para Young Men y Men's Adventures, así como tres números de Captain America que continuó con la vieja numeración. Las ventas no fueron como se esperaban, y la serie fue descontinuada en Captain America #78 (Sept. 1954).
La continuidad retroactiva, iniciando con Los Vengadores #4 (marzo de 1964), estableció que el original Capitán América y Bucky se perdieron cerca del final de
la Segunda Guerra Mundial y fueron reemplazados por el presidente Harry S. Truman por héroes sucesores usando sus identidades.
Bucky apareció en varios flashbacks desde 1960, y progagonizó junto con el Capitán América las aventuras en un flashback de la Segunda Guerra Mundial para la serie Tales of Suspense #63-71 (marzo-noviembre 1965). Su muerte aparente fue representada en un flashback deThe Avengers #56 (Sept. 1968).
En 2005, el escritor Ed Brubaker regresó a Bucky de su muerte cerca del final de la Segunda Guerra Mundial. Se revela que el estatus de compañero del oficial Capitán América fue cubierto, y que Barnes empezó como un entrenado de 16 años para hacer cosas de los soldados regulares y el veinteañero Capitán América normalmente no haría, como realizar asesinatos encubiertos.
La muerte de Bucky fue un evento destacado en uno de los cómics considerados definitivos. Entre los aficionados existe un dicho conocido como el "Bucky Clause", que afirma que en los cómics, "nadie muere salvo Bucky, Jason Todd y el Tío Ben". No obstante, los tres personajes fueron resucitados en 2006, aunque el Tío Ben reintroducido correspondía a una versión alternativa proveniente de otra realidad.
La muerte de Bucky también se usó para explicar por qué el universo Marvel no tiene jóvenes compañeros, como ningún héroe responsable quiere poner en peligro a un menor de una manera similar. A Stan Lee no le gustó la trama de jóvenes compañeros, diciendo en los 70s que "Una de mis muchas manías siempre ha sido el joven compañero del superhéroe adolescente promedio". Roger Stern y John Byrne consideraron regresar a Bucky, antes de decidir estar en contra. Sin embargo, en 1990, el cocreador Jack Kirby, cuando le preguntaron si oyó hablar sobre resucitar a Bucky, contestó: "Hablando por completo por mí, no me importa llevar a Bucky adentro, que representa a los adolescentes, y siempre hay adolescentes, es un personaje universal".
Una escena climática del regreso de Bucky incluye al Capitán América usando el Cubo Cósmico alterador de realidades para restaurar los recuerdos de Soldado del Invierno. El escritor Ed Brubaker, en una entrevista, dijo que intentó sin escapatoria, y que el Capitán América no "será" Soldado del Invierno para tener los recuerdos de Bucky.
Como Capitán América, apareció como un personaje regular en la serie Avengers 2010-2013, desde el número 1 (julio de 2010) hasta el número 7 (enero de 2011), y en el número 12.1 (junio de 2011). Después de los eventos de la historia de "Fear Itself" de 2011, Bucky regresó al papel del Soldado del Invierno, esta vez como agente de S.H.I.E.L.D. en una serie homónima que duró 19 números. Los primeros 14 números fueron escritos por Brubaker, con la última historia escrita por Jason Latour. Desde enero de 2014, Bucky ha sido parte del elenco de James Robinson, All-New Invaders.
En julio de 2014, se anunció que Bucky volvería a tener su propia serie, titulada Bucky Barnes: The Winter Soldier. La serie fue escrita por Ales Kot con arte por Marco Rudy y comenzó en octubre de 2014. La serie tuvo 11 ediciones antes de la cancelación.

## Biografía ficticia del personaje

### Origen y Segunda Guerra Mundial
James Buchanan "Bucky" Barnes Jr. nació en Shelbyville, Indiana en 1917. Barnes crece como un niño del ejército junto a su hermana mucho menor Rebecca "Becca" Barnes (originalmente se dice que Rebecca es la hermana mayor). Su madre, Winnifred Barnes, muere cuando ambos niños aún son pequeños. Más tarde, su padre James "Jimmy" Barnes Sr. (originalmente se decía que se llamaba George Barnes) muere durante un ejercicio de entrenamiento en el Campamento Lehigh del Ejército de EE. UU. en Virginia en 1938. Bucky y Becca son adoptados bajo el cuidado del colega de su padre, el comandante Samson, mientras que Bucky permanece en Camp Lehigh y se convierte en su mascota no oficial del campamento, vistiendo un uniforme y familiarizándose con la vida militar. En su adolescencia, el inteligente Bucky hace una carrera secundaria de contrabando de mercancías en el campamento para los soldados. Al participar en ejercicios con los soldados en entrenamiento, Bucky muestra una habilidad natural para la puntería y el combate físico.
En el canon original de Timely Comics, Bucky adolescente conoce y se hace amigo del soldado Steven Rogers en Camp Lehigh en 1941. Durante este mismo tiempo, los periódicos y los programas de radio comparten noticias de un nuevo héroe misterioso llamado Capitán América, un hombre que se convirtió en un supersoldado gracias a un suero especial y tecnología desarrollada por el Dr. Abraham Erskine (nombre en clave: Dr. Reinstein) y su proyecto Operation: Rebirth. Barnes devora con entusiasmo los relatos de las hazañas del Cap. Más tarde, Bucky entra en las habitaciones de Steve y descubre accidentalmente que el soldado aparentemente ingenuo y torpe es en realidad el mismísimo Capitán América. Steve decide reclutar a Bucky como su compañero y lo entrena personalmente para que se convierta en un feroz combatiente. En una cuenta, el Capitán América solo hace esto después de compartir una aventura en el extranjero con Bucky, donde el adolescente lo ayuda en la batalla contra Cráneo Rojo, el protegido de Hitler y luego su rival.
En historias posteriores, se reconoce que encontrar a Steve por casualidad mientras se guarda el disfraz y descubre su identidad por accidente es una historia de portada creada con fines propagandísticos. En el canon revisado de Marvel Comics, por recomendación del mayor Samson, Bucky, de 16 años, se somete a un riguroso entrenamiento de comando y operaciones especiales bajo la dirección del SAS británico en 1940. En 1941, se le asigna para ser el socio del Capitán América, actuando como su respaldo, su explorador avanzado, un símbolo de la juventud y el patriotismo estadounidenses, y un contrapunto a las Juventudes Hitlerianas. Bucky entiende que a veces lo llamarán para realizar misiones de francotirador y otras tareas que el ejército de los EE. UU. no quiere que realice el Capitán América, para preservar su reputación como un soldado noble y un símbolo viviente. Durante este tiempo, Bucky pierde el contacto con su hermana Rebecca, sin saber cómo hablar con ella cuando debe mantener en secreto gran parte de su vida. En 1942, después de que Estados Unidos entrara oficialmente en la Segunda Guerra Mundial, se le dice a Rebecca que Bucky ahora es un soldado activo en el Teatro Europeo, después de haber mentido sobre su edad para unirse al ejército.
Aunque se le dio un disfraz colorido y una máscara para usar cuando opera junto al Cap en las misiones, Bucky descarta la necesidad de un nombre de superhéroe. Los periódicos simplemente lo conocen como "Bucky", un apodo común en los Estados Unidos durante ese tiempo. Su hermana Becca y sus amigos en Camp Lehigh no conectan al Bucky Barnes que conocen con el aventurero enmascarado y físicamente formidable llamado Bucky que lucha junto al Capitán América en fotografías y noticieros en blanco y negro (y a menudo borrosos). Juntos, el Capitán América y Bucky luchan contra las operaciones nazis tanto en casa como en el extranjero. Primero operan como un dúo bajo la dirección del ejército de los EE. UU., pero luego también actúan como parte del equipo de superhéroes independientes que opera en Europa conocido como los Invasores, uniendo fuerzas con Namor el Sub-Marinero, el androide conocido como Antorcha Humana y el compañero de la Antorcha, Thomas "Toro" Raymond. Barnes y Toro se hacen buenos amigos, a pesar de que este último es unos años más joven. Los dos se unen con otros para formar un grupo llamado Jóvenes Aliados. Bucky también es brevemente parte de un grupo llamado Kid Commandos.
Durante varias misiones de la Segunda Guerra Mundial, Steve y Bucky trabajan junto a Nick Fury y los Howlers, un grupo de Rangers de EE. UU. apodados los "Comandos Aulladores". Una misión que involucra a Nick Fury lleva al Capitán América a la nación africana de Wakanda. Después de ayudar al héroe local Pantera Negra contra los invasores nazis, a Steve Rogers se le da una muestra de vibranium, que luego se usa para crear un disco-escudo de una aleación única de vibranium y hierro. El escudo se vuelve famoso como el arma preferida del Capitán América y Bucky también aprende a manejarlo. Los intentos posteriores de recrear esta aleación en su lugar crean el metal adamantium. Antes del final de la guerra, Nick recibe la Fórmula Infinita, una versión más débil del suero del súper soldado. Esto permite que Nick Fury envejezca a un ritmo mucho más lento que un humano normal, al mismo tiempo que mejora sus rasgos físicos.
Cuando Cráneo Rojo captura e hipnotiza a los Invasores para que sirvan a los nazis, solo Bucky escapa. Bucky recluta la ayuda de Jeff Mace, un nuevo héroe enmascarado llamado Patriota, y luego transmite una llamada de ayuda de los luchadores contra el crimen de Estados Unidos para que puedan detener a Cráneo Rojo. Varios responden, lo que lleva a la formación de la Legión Libertad bajo el liderazgo de Bucky y Mace. Cráneo Rojo luego envía a sus Invasores hipnotizados contra la Legión Libertad. Durante esta aventura, Bucky oculta sus verdaderos movimientos y planes al preguntarle a Fred Davis, un batboy de los New York Yankees, para usar temporalmente su disfraz y hacerse pasar por él. Los Invasores se liberan del control hipnótico y regresan al teatro europeo con Bucky, mientras que la Legión Libertad permanece como el equipo "de casa" en los EE. UU. A partir de ese momento, ambos equipos se ayudan mutuamente cuando es necesario.
En los últimos días de la Segunda Guerra Mundial en 1945, cuando Bucky tiene 20 años, él y el Capitán América encuentran al malvado Barón Zemo tratando de destruir un avión no tripulado aliado experimental. Cuando Zemo lanza el avión con un dispositivo explosivo armado, Rogers y Barnes saltan a bordo. El Capitán América se cae del avión y desciende al círculo polar ártico a continuación. Al mismo tiempo, Bucky intenta sin éxito desactivar la bomba y explota en el aire antes de alcanzar su objetivo. Con Bucky y Steve desapareciendo de la vista del público después de la explosión del avión, el ejército estadounidense los asume muertos. En verdad, Rogers está congelado vivo por las heladas aguas del Atlántico Norte, el suero de súper soldado en su sistema lo mantiene vivo y en animación suspendida.
Poco después de la explosión, Bucky es encontrado en el agua por el general de la URSS Vasily Karpov y la tripulación de un submarino de patrulla ruso. A pesar de no poseer rasgos mejorados como el Capitán América o habilidades sobrehumanas, Bucky todavía está vivo, su cuerpo está parcialmente preservado por las aguas heladas y puede ser revivido. Junto con la pérdida de su brazo izquierdo, tiene daño cerebral y amnesia como resultado de la explosión y su tiempo en el agua. Al darse cuenta de que todavía tiene sus habilidades de combate aprendidas, experiencia e instintos de combate, Karpov lo envía a la agencia secreta soviética Departamento X.
Rebecca Barnes es informada que su hermano James murió durante una misión "clasificada" en Alemania a principios de 1945. En algún momento de su vida, se casa y toma el nombre de Rebecca Proctor, y finalmente tiene hijos y nietos. Ella no se entera de la verdad sobre su identidad secreta y las circunstancias de su aparente muerte hasta décadas después, cuando se encuentra y acercada por Steve Rogers. Mientras tanto, temeroso de que informar sobre las muertes del Capitán América y Bucky dañe la moral estadounidense, el gobierno de EE. UU. le pide al superhéroe William Naslund y al adolescente Fred Davis que asuman oficialmente las identidades del Capitán América y Bucky. El público desconoce en gran medida el cambio, y solo otros superhéroes y aquellos que han trabajado de cerca con Bucky se dan cuenta de inmediato de que el Davis adolescente no puede ser el Bucky original y mayor.
Tras el final de la Segunda Guerra Mundial, Naslund y Davis operan como el Capitán América y Bucky en el grupo Escuadrón de Todos los Ganadores. Más tarde, Naslund muere en la batalla y es sucedido como Capitán América por Jeff Mace, quien conoció a Fred Davis durante la lucha de la Legión de la Libertad contra los Invasores. Los dos son socios hasta que Davis resulta herido y se retira. Mace también se retira más tarde. Durante la década de 1950, años después de que Mace y Davis dejaran atrás sus papeles disfrazados, un hombre llamado William Burnside y un estudiante universitario llamado Jack Monroe se convirtieron en los nuevos Capitán América y Bucky. Después de que se vuelven rebeldes, se colocan en animación suspendida. Por la Guerra de Vietnam, el público sabe que el Capitán América y Bucky originales desaparecieron en 1945 y fueron sucedidos por diferentes personas.

### Soldado del Invierno
Los científicos del Departamento X le dan a Bucky Barnes un brazo biónico para reemplazar el que perdió. Después de someterse a un entrenamiento hipnótico, es utilizado como un asesino secreto llamado "Soldado del Invierno". Entre sus diversas misiones encubiertas de trabajo húmedo, se mantiene en estasis criogénica, colocándolo en animación suspendida durante meses y, a veces, años a la vez. A medida que la tecnología mejora, el brazo biónico del Soldado del Invierno se actualiza regularmente.
En 1968, el Soldado de Invierno es enviado a matar al profesor Zhang Chin, a quien había conocido 20 años antes. Fue frustrado por un ser intangible llamado el Hombre sin rostro, aunque pudo escapar. En una misión en los Estados Unidos en la década de 1970, sufre una crisis nerviosa y desaparece durante días después de asesinar a su objetivo. El Soldado de Invierno ayuda a escapar del mutante llamado Wolverine del laboratorio Arma X que experimentó con él en contra de su voluntad, uniendo su esqueleto con el indestructible metal adamantium. Más tarde, el Soldado del Invierno asesina a Itsu, la esposa de Wolverine. Su hijo no nacido Daken sobrevive al ataque después de ser cortado del útero de su madre. En algún momento, el Soldado del Invierno, que a veces muestra indicios de su personalidad humana, comparte brevemente una relación romántica con la agente rusa Natalia Romanoff, la Viuda Negra. Durante uno de sus períodos activos, el Soldado del Invierno entrena a varios agentes durmientes.
Eventualmente, los superhéroes vuelven a surgir en la sociedad. Varios unen fuerzas como el equipo original de los Vengadores. Meses después de la formación del equipo, sus miembros Iron Man (Tony Stark), Avispa (Janet Van Dyne), Giant-Man (Hank Pym) y Thor descubren la forma congelada de Steve Rogers. Después de ser revivido de la animación suspendida y de aprender que han pasado décadas desde su batalla final junto a Bucky durante 1945, Steve retoma su papel como Capitán América y se une a los Vengadores. En ocasiones, también trabaja como agente especial para el ejército y para la agencia internacional de espionaje y antiterrorista S.H.I.E.L.D., dirigida por su camarada de la Segunda Guerra Mundial Nick Fury Con el tiempo, la Viuda Negra abandona Rusia y se une a los Vengadores, convirtiéndose en un aliado de confianza para Steve. Durante una batalla contra el Gran Maestro, los Vengadores se enfrentan a una nueva encarnación de la Legión de los No Vivos, un grupo aparentemente compuesto por cadáveres reanimados, y Bucky Barnes se ve entre ellos. Dado que más tarde se reveló que Bucky estaba realmente vivo, no se sabe de quién era este cuerpo o si el Gran Maestro simplemente creó una ilusión para causar angustia al Capitán América.
Cap se entera de quienes lo sucedieron a él y a Bucky Barnes, y lucha contra un William Burnside revivido. El joven aliado de Burnside, Jack Monroe, busca la redención y se convierte en el héroe nómada, trabajando junto a Steve y por su cuenta. Mientras tanto, el Soldado de Invierno queda al cuidado del protegido de Karpov, el general ruso Aleksander Lukin. En este punto, el Soldado del Invierno ha envejecido poco más de diez años desde 1945 debido a su repetida estasis criogénica.
Finalmente, Lukin envía al Soldado del Invierno a matar a Cráneo Rojo y Jack Monroe. Skull sobrevive a su propio asesinato colocando su mente dentro de un Cubo Cósmico dañado. Por orden de Lukin, el Soldado del Invierno lanza un ataque terrorista en Filadelfia, Pensilvania, matando a cientos y recargando el Cubo Cósmico dañado en el proceso. Sharon Carter, agente de S.H.I.E.L.D. y ex amante de Steve Rogers, le dice al Capitán América que el Soldado del Invierno se parece a Bucky Barnes. Más tarde, el director de S.H.I.E.L.D., Nick Fury, confirma la existencia del Soldado del Invierno, y Steve ve evidencia de que el asesino es en realidad Bucky, todavía vivo pero con el cerebro lavado e incapaz de recordar su verdadera identidad. Después de luchar contra el Soldado del Invierno, el Capitán América usa el Cubo Cósmico sobre él y le dice: "Recuerda quién eres". Se repara el daño cerebral del Soldado del Invierno y se restauran los recuerdos. Abrumado por la culpa por sus acciones como asesino, Barnes aplasta el Cubo Cósmico y escapa.
Poco después, el Soldado del Invierno ayuda al Capitán América a defenderse de un ataque terrorista en Londres. Luego le pide a Nick Fury empleo y nuevos equipos. Poco después de esto, la Ley de Registro de Superhumanos en Estados Unidos exige que todos los superhéroes se conviertan en agentes registrados del gobierno, incapaces de actuar sin autorización o ser encarcelados sin juicio. Esto conduce a una Guerra Civil sobrehumana, con Steve Rogers defendiendo a los héroes no registrados de ser encarcelados por Tony Stark y aquellos que creen en hacer cumplir la SHRA a pesar del costo. Esto conduce a la eventual rendición y arresto de Steve Rogers, a cambio de amnistía para cualquier héroe que antes estaba en contra del registro pero que ahora decide cumplir. El Soldado del Invierno ayuda a Fury a planificar la fuga de Steve Rogers. Antes de que puedan actuar, Steve aparentemente es asesinado por Sharon Carter hipnotizada y agentes de Red Skull, que ahora posee el cuerpo de Lukin.

### El nuevo Capitán América
Al darse cuenta de que Tony Stark supervisará el nombramiento de un nuevo Capitán América, el Soldado del Invierno roba el escudo del Capitán América para que no pueda ser entregado. Red Skull hace que el malvado Dr. Faustus intente lavarle el cerebro al Soldado del Invierno. Después de que falla, Barnes escapa y es capturado por S.H.I.E.L.D., que ahora está dirigido por Tony Stark. Tony revela que Steve Rogers dejó una carta pidiéndole que cuidara de Barnes y solicitando que continúe el legado del Capitán América. Stark sugiere que Barnes se convierta en el nuevo Capitán América. Barnes acepta hacerlo solo si Stark le garantiza una autonomía completa, liberándolo de la Ley de Registro de Superhumanos (SHRA), y si los telépatas de S.H.I.E.L.D. buscan y eliminan cualquier comando subliminal del Departamento X que aún esté presente en su mente. Stark está de acuerdo, pero mantiene en secreto el acuerdo y su apoyo al nuevo Capitán América, ya que viola la SHRA.
Barnes adopta un nuevo uniforme de Capitán América atado con adamantium. Para compensar el hecho de que no es un supersoldado como Steve, al no haber sido tratado con el suero de supersoldado o los "vita-rayos" de Erskine, lleva una pistola y un cuchillo de combate junto con el escudo. La primera gran aventura de Barnes como el nuevo Capitán América consiste en asociarse con Falcon, Sharon Carter y S.H.I.E.L.D. contra el Cráneo Rojo original, el Dr. Faustus y William Burnshide, salvando a los candidatos presidenciales demócrata y republicano del asesinato. La aventura termina cuando Barnes acepta que ahora es el Capitán América. Comienza una relación sentimental con la Viuda Negra.
Un incidente de viaje en el tiempo transporta a Barnes, de dieciséis años, y a los Invasores desde 1941 hasta la actualidad, donde se encuentran tanto con Los Poderosos Vengadores como con los Nuevos Vengadores. En un momento, el adolescente Bucky Barnes se encuentra con el actual Capitán América, sin darse cuenta de que es una versión anterior de sí mismo. Sin revelar su verdadera identidad, el futuro Barnes intenta cambiar su historia diciéndole a su yo más joven que no desactive la bomba en el avión experimental en 1945. El adolescente Barnes decide ignorar este consejo y seguir sus instintos cuando llega el momento, dejando que su vida salga como debe en lugar de arriesgarse a causar daños imprevistos al cambiar la historia.
Durante la historia de la Invasión Secreta de 2008, Buck Barnes ayuda a los héroes de la Tierra contra la invasión Skrull de la Tierra dirigida por la propia Reina Veranke. Después de la invasión fallida, S.H.I.E.L.D. es reemplazada por H.A.M.M.E.R., una organización más siniestra dirigida por el villano Norman Osborn (a menudo conocido como Duende Verde). El equipo de Nuevos Vengadores continúa actuando como forajidos, desafiando la Ley de Registro y H.A.M.M.E.R. Bucky se une como su nuevo Capitán América y ofrece su hogar como base de operaciones. En un momento considerado una posibilidad para el líder del equipo, lo rechaza debido a su falta de experiencia en el trabajo con un equipo completo. Más tarde, Bucky descubre que el profesor Zhang Chin tiene la intención de usar el cuerpo androide inerte de la Antorcha Humana original para crear un virus para exterminar a la mitad de la población de la Tierra. Barnes y Namor el Sub-Marinero detienen a Chin y luego le dan un entierro adecuado a su excompañero de equipo de Invasores.
En la historia de 2009-2010 "Capitán América: Reborn", Barnes descubre que Steve Rogers no fue asesinado, sino que quedó atrapado en una posición fija de tiempo y espacio, un complejo plan de venganza promulgado por Red Skull. Una máquina destinada a traerlo de vuelta se daña, lo que hace que Steve reviva su propio pasado. Cuando Barnes se une a un grupo de ex Vengadores, Red Skull proyecta su conciencia en el cuerpo de Steve, con la intención de tomar el control. Barnes y su grupo interceptan el barco de Red Skull cerca del Monumento a Lincoln y se produce una batalla con sus agentes. Barnes lucha contra Skull, en el cuerpo de Steve, quien usa el escudo para cortar su mano cibernética. Sin embargo, Skull se da cuenta de que la conciencia de Steve se está defendiendo y puede matarlo. Skull habita en un cuerpo robótico por seguridad. Steve, que ha recuperado el control de sí mismo, lidera un ataque contra él. El Cráneo Rojo robótico finalmente es destruido. Aunque ahora ha vuelto a la vida, a Steve no le importa que Bucky continúe operando como Capitán América. Los dos operan simultáneamente con sus distintivos uniformes de Capitán América, a veces luchando uno al lado del otro. Barnes insiste en que Steve use el escudo. Tras el asedio de Asgard, Rogers le devuelve el escudo a Barnes y retira su uniforme oficialmente, decidiendo ahora operar como un héroe sin máscara y dejando a Barnes como el único Capitán América activo.
Con la identidad de Barnes haciéndose pública, es llevado a juicio por los crímenes que cometió como Soldado del Invierno. Un tribunal estadounidense lo declara inocente, pero los funcionarios rusos se lo llevan, lo responsabilizan por crímenes contra el Estado y afirman que mató a dos civiles. Sharon Carter y Viuda Negra descubren que las víctimas de Barnes no eran civiles sino que, de hecho, estaban conectadas con la división Habitación Roja del Departamento X, el mismo programa de asesinato encubierto que creó a los agentes de la Viuda Negra. Barnes escapa del encarcelamiento y regresa a los Estados Unidos, pero cree que puede estar demasiado contaminado por el pasado para continuar como el Capitán América.

### Fear Itself y regreso como Soldado del Invierno
Durante la historia Fear Itself, Barnes toma la identidad del Capitán América de nuevo, pero aparentemente muere en combate con Pecado (en su forma de Skaði). Bucky es revivido y restaurado por la Fórmula Infinita, el mismo químico usado en Nick Fury durante la Segunda Guerra Mundial. Esto aumenta la vitalidad y las habilidades físicas de Bucky, aunque en menor grado que Steve Rogers. Con el mundo creyendo que el nuevo Capitán América está muerto, Bucky regresa en secreto a las operaciones encubiertas, ahora trabajando para S.H.I.E.L.D. y el ejército de los EE. UU. Solo Rogers, Nick Fury y la Viuda Negra saben que el Soldado del Invierno está nuevamente en funcionamiento.
Bucky y la Viuda Negra descubren que los agentes durmientes que entrenó durante sus días originales del Soldado del Invierno están activos. Después de rastrearlos, se enteran de que Ivan Kragoff, el villano llamado Fantasma Rojo, y Lucia von Bardas, ex primera ministra de Latveria, despertaron recientemente a los agentes.
Durante la historia de Original Sin, Bucky inicialmente participa en la investigación sobre la muerte de Uatu, el Vigilante. Él y otros aprenden que durante décadas, Nick Fury ha protegido en secreto y sin ayuda de nadie a la Tierra de varias amenazas alienígenas mediante el uso de métodos brutales y letales no autorizados por ningún gobierno y que muchos de los héroes de la Tierra no aprobarían. Fury decide actuar como el reemplazo del Vigilante, mientras que Bucky asume el papel de Fury como guardián despiadado de la Tierra, "el hombre en la pared". Otros eventos llevan a Steve Rogers a envejecer varias décadas. Ahora que es un anciano, le entrega el papel del Capitán América a Sam Wilson, el Halcón.
Durante la historia de Avengers: Standoff!, Bucky y Steve Rogers aprenden que S.H.I.E.L.D. nunca descartó un proyecto peligroso que involucra a Kobik, una niña empoderada como un Cubo Cósmico viviente. Su investigación los lleva a la ciudad de Pleasant Hill, donde aparentemente Steve Rogers es restaurado a su mejor momento por el Kobik con energía cósmica. Después del incidente de Pleasant Hill, Kobik se acerca a Winter Soldier y se ofrece a ayudarlo a hacer el bien. Bucky y los héroes no se dan cuenta de que el Steve Rogers restaurado es en realidad una versión recién creada de Steve Rogers (conocido por los fanáticos como "Hydra Cap"), una versión que ha sido leal a la organización terrorista Hydra desde la Segunda Guerra Mundial y planea en secreto. usar su influencia para lograr la dominación mundial.
Durante la historia de Secret Empire, Hydra Cap, ahora comandante supremo de Hydra, comienza sus movimientos finales para dominar el mundo. El Barón Helmut Zemo usa a Kobik para enviar al Soldado del Invierno al pasado, a la Segunda Guerra Mundial, e intenta matarlo. Al darse cuenta de que Steve ha sido reemplazado por una versión que no conoce, el Soldado del Invierno logra escapar de la muerte en el pasado y cae al océano, donde Namor lo rescata de ahogarse. Para cubrir sus huellas, se disfraza de guardaespaldas de Namor. Una vez que Sam Wilson comienza sus propios planes para derrotar a Hydra, Namor le dice al Soldado del Invierno que ha llegado el momento de quitarse el disfraz y ayudar a sus aliados.
Durante la preparación de la resistencia para la batalla final contra Hydra para restaurar Estados Unidos a la normalidad, el Soldado del Invierno revela que Kobik era un niño equivocado que Hydra manipuló para reemplazar al verdadero Steve con una contraparte malvada. Mientras el héroe Hawkeye lidera la resistencia contra el ejército de Hydra en Washington D. C., Ant-Man y el Soldado del Invierno entran en el Cubo Cósmico. El Soldado del Invierno logra salvar tanto a Kobik como al verdadero Steve Rogers. Restaurado a la vida y una vez más en su mejor momento, el Capitán América original derrota a su homólogo malvado y la adquisición de Hydra es derrotada.
Después del final del Imperio Secreto, el Soldado del Invierno va a Madripoor, de luto por la Viuda Negra que aparentemente fue asesinada por Hydra Cap. Pronto se le une Hawkeye en la búsqueda de Yelena Belova, quien reemplazó temporalmente a Natasha como la Viuda Negra varios años antes.

## Poderes y habilidades
Después de haber entrenado con Steve Rogers (el Capitán América original en la Segunda Guerra Mundial) y otros en el tiempo previo a la Segunda Guerra Mundial, "Bucky" Barnes es muy hábil en el combate cuerpo a cuerpo y las artes marciales, además de ser sumamente diestro en el uso de armas de guerra varias, tales como armas de fuego largas y cortas y lanzagranadas. También utilizó cuchillos arrojadizos en ocasiones y fue un explorador avanzado dotado. Su tiempo como el agente soviético encubierto conocido como el Soldado del Invierno ayudó a perfeccionar aún más sus habilidades, convirtiéndose en el equivalente a su predecesor en habilidades de combate y un experto asesino y espía. Él también habla muchos idiomas, incluyendo inglés, español, portugués, alemán, ruso y japonés. Puede entender el francés.
Además, en su etapa como Soldado del Invierno, Barnes poseía atributos físicos sobrehumanos rivalizando incluso con los del Capitán América, tales como una fuerza sobrehumana (incrementada en su brazo izquierdo) y una gran velocidad y resistencia física.
El brazo izquierdo del Soldado del Invierno es una prótesis cibernética con una fuerza sobrehumana y un mejorado tiempo de reacción. El brazo puede funcionar cuando no está en contacto con Barnes y puede descargar rayos de energía eléctrica desde su palma. El brazo puede despedir un PEM causando que la electrónica se apague o se vuelva inútil. El uso del PEM de Barnes se muestra cuando Barnes lo utiliza para apagar un LMD de Nick Fury y cuando trata de usarlo en Iron Man. El brazo tiene una función holográfica para disfrazarlo como un brazo de carne y hueso.
Como el Capitán América, posee el escudo original, indestructible de aleación de vibranio utilizado por su predecesor, así como un traje mezcla de Kevlar/Nomex, amortiguador. A menudo lleva varias armas convencionales adosadas a distintas partes del cuerpo. Este equipamiento adicional consta de al menos dos cuchillos, un set de pequeñas canicas micrófonos/explosivas y armas de fuego cortas - una Colt 1911A1 calibre .45 y una pistola Parabellum[cita requerida] - y granadas. No se aprecia que Bucky porte cargadores de munición extra, para las armas de fuego antes mencionadas. Usualmente, una vez agotado el parque del armamento percutado, las deshecha para utilizar otra arma. Al agotársele estas, Bucky utiliza alguno de sus cuchillos, armas de sus adversarios o sus propias manos, pues su capacidad de lucha sin armas, es una habilidad letal que debe ser tenida en cuenta.

## Otras versiones
En DC Comics / Marvel de un solo disparo cruzado entre empresas, Batman/Capitán América (Dic. 1996), escrito y dibujado por John Byrne y establecidos durante la Segunda Guerra Mundial, Bucky brevemente toma el lugar de Dick Grayson / Robin como compañero de Batman, mientras que Robin se convierte en Capitán América. En esta realidad alternativa, Bucky muere como lo había hecho en numerosos recuerdos de los Vengadores y Capitán América.
En la realidad alternativa de esta miniserie de cinco números Bullet Points (enero-mayo de 2005), James Barnes no se une a Steve Rogers como el programa de Super-Soldado nunca fue activado. Sin embargo, Rogers es voluntario para el programa de 'Iron Man' y, como tal, guarda Barnes y varios compañeros de un tanque avanzando en la batalla de Guadalcanal. Por desgracia, no es lo suficiente rápido como para salvar a Barnes de daños graves en las piernas.
En la realidad de House of M, James Buchanan Barnes es uno de los agentes del gobierno de los Estados Unidos (junto con Mimic y Nuke), enviado a Genosha para matar a Magneto y como muchos de sus seguidores como sea posible. Nuke y Mimic sirven como una distracción, mientras que Barnes se infiltra en la sede de Magneto; y aunque fatalmente apuñala al Profesor Xavier, Bucky murió a manos de Magneto.
En el segundo número de la miniserie crossover Marvel Zombies Vs. Army of the Darkness, aparece un Soldado de Invierno zombi que intenta devorar a Dazzler. Esta versión del Soldado de Invierno es finalmente asesinado por Ash Williams, le que dispara en la cabeza con su "escopeta recortada".
En el universo Ultimate Marvel, Capitán América tuvo un compañero adulto, Bucky Barnes. Este Bucky era un amigo de la infancia de Steve Rogers, quien le acompaña en sus misiones como un fotógrafo de prensa del Ejército. Sobreviviendo a la guerra y creyendo que Rogers había muerto durante su última misión, Bucky se casa finalmente con Gail Rogers y tiene una gran familia. Durante lo cual a Bucky le diagnostican cáncer de pulmón por fumar de vuelta en la guerra. Barnes y Gail viven para ver el renacimiento de Steve en el siglo XXI y renuevan su amistad. Después de que Estados Unidos fue tomada por los Libertadores, Bucky es capturado en un cementerio con Steve y permanece invisible. Sin embargo, tanto él como Gail son vistos bajo custodia protectora de S.H.I.E.L.D. después de que se descubre que Red Skull es el hijo ilegítimo de Steve y Gail.
En la realidad alternativa Marvel MAX U.S. War Machine, Bucky estaba sirviendo en el presente como el Capitán América, como el Capitán había muerto en su lugar en la Segunda Guerra Mundial. Bucky fue acompañado aquí por dos asistentes, Ojo de Halcón y Halcón, no llevan un traje y ambos llamados por sus nombres reales.
En el evento ¿Qué pasaría si...?, la historia del Capitán América, ubicada en la Guerra de Secesión, incluye al comandante de Steve Rogers, el coronel Buck Barnes, al que los hombres llaman "Bucky". Sus tendencias mercenarias llevaron a Rogers a la deserción, y cuando más tarde intervino en la transformación de Rogers en el Capitán América, su rostro fue destruido, convirtiéndolo en un muerto viviente conocido como el Cráneo Blanco.
En Ruinas situado en un futuro alternativo distópico, Bucky es detenido junto con Victor Creed y otros por varios delitos atroces, incluido el canibalismo.
Un Bucky de universo alternativo aparece en la miniserie de 2011 Capitán América Corps.
En un mundo donde todos los personajes de Marvel son niños pequeños representados en A-Babies vs. X-Babies, Bucky es el oso de peluche de Steve, llamado Bucky Bear. Él es robado por Scott Summers, iniciando una enorme batalla entre los bebés Vengadores y los bebés X-Men.
Bucky (como un adolescente) aparecerá como miembro de Battleworld Runaways durante "Secret Wars".

## En otros medios

### Televisión
- Bucky aparece en la porción del Capitán América de The Marvel Super Heroes, con la voz de Carl Banas.
- Bucky aparece en Los Vengadores: los héroes más poderosos del planeta, con la voz de Scott Menville (Bucky) y Jon Curry (el debut animado del Soldado del Invierno).
  - En la primera temporada, Bucky ayudó al Capitán América durante la Segunda Guerra Mundial. Él y el Capitán América se colaron en una base HYDRA, donde lucharon contra criaturas de otros reinos. Cuando Bucky y el Capitán América luego van tras Red Skull en el cohete del villano, la pierna de Bucky quedó atrapada en una barra. Cuando el Capitán América trató de ayudarlo, Bucky echó a su amigo, diciendo que "El mundo necesita al Cap. más de lo que necesita a Bucky Barnes".
  - En la siguiente temporada, aunque presuntamente muerto por décadas, regresa (posiblemente debido al contacto del Capitán América con el Cubo Cósmico) como el misterioso Soldado del Invierno, uno de los agentes del gobierno de Dell Rusk a lo largo de Doc Samson, Falcon y Red Hulk. Pero cuando ayuda al Capitán América a destruir un Durmiente y, luego de arrojar una bomba de humo, se escapa buscando respuestas. En el episodio final, es llamado por Los Vengadores, al igual que otros héroes para combatir contra Galactus y sus heraldos.
- Bucky aparece en The Super Hero Squad Show, con la voz de Rod Keller. Aparece en el episodio "World War Witch".
- Aparece en la serie de Avengers Assemble,[83][84] con el Soldado del Invierno interpretado por Bob Bergen (en "Fantasmas del Pasado"),[85] y por Matt Lanter (en "La Cortina de Vibranium" Pt. 1)[86] y Bucky Barnes expresado por Robbie Daymond.[87]
  - En la segunda temporada, episodio 4, "Fantasmas del Pasado", el Soldado del Invierno se infiltra en la Torre de los Vengadores para secuestrar a Red Skull y tomar su propia venganza, lo que entra en conflicto con los Vengadores que necesitan información sobre Thanos. Durante una pelea en un cohete, el Soldado del Invierno lucha contra el Capitán América antes de retirarse. En el episodio 21, "Espectros", una versión espectral del Soldado del Invierno está hecha de los temores del Capitán América gracias al Doctor Espectro, sin embargo, el Capitán América finalmente supera la pesadilla.
  - En la tercera temporada, episodio 3, "Salvando al Capitán Rogers", el Capitán América queda atrapado en una hipnosis donde Bucky ayuda a luchar contra el ejército HYDRA de Heinrich Zemo. Fue Bucky quien permitió al Capitán América salir de la hipnosis para ayudar a Iron Man y Viuda Negra contra Helmut Zemo.
  - En la quinta temporada, episodio 14, "La Cortina de Vibranium" Pt. 1, Viuda Negra llama al Soldado del Invierno para ayudar a los Vengadores a derrotar a Pantera Negra después de que Viuda Negra lo acusó de matar al Capitán América con la energía de la Corona. El Soldado del Invierno derrota a Pantera Negra en el parque mientras Iron Man le impide tomar la vida de Pantera Negra ya que esto no es lo que quería el Capitán América. Mientras culpa a Iron Man por no ser amigo del Capitán América, el Soldado del Invierno se va y le dice a Iron Man que tome a Pantera Negra.

### Películas
- La versión Ultimate de Bucky Barnes aparece en la animada directa a video en película Ultimate Avengers, con la voz de James Arnold Taylor.

### Universo Cinematográfico de Marvel
- Sebastian Stan interpreta a Bucky Barnes en el Marvel Cinematic Universe en un contrato de nueve películas con Marvel Studios para interpretar al personaje.[88]
  - En la película de 2011 Capitán América: el primer vengador,[89] Bucky es un año mayor que Rogers, más que un adolescente y es el mejor amigo de su infancia. A menudo protege a Rogers de los matones del vecindario y trata de disuadirlo de unirse al esfuerzo de guerra debido a su mala salud. Sirve en la Segunda Guerra Mundial junto con Rogers, ahora Capitán América, hasta que cae a su muerte aparente durante un ataque a un tren de HYDRA. Esta versión es, por lo tanto, una combinación de la versión principal y la versión Ultimate del personaje.
  - En la película de 2014 Captain America: The Winter Soldier,[90] un Bucky lavado de cerebro es ordenado por Hydra como el Soldado del Invierno, la mayor arma de Hydra. Embosca e intenta asesinar a Nick Fury, y luego ataca a Rogers, Natasha Romanoff y Sam Wilson. Durante la lucha, Rogers descubre la identidad del Soldado del Invierno. En el clímax, Bucky intercepta a Rogers y Wilson cuando intentan desarmar a los Helicarriers de Hydra, pero Bucky comienza a recordar su amistad con Rogers; después del accidente de los Helicarriers, Bucky rescata a Rogers del río Potomac. En una escena posterior a los créditos, Bucky visita la exhibición de Capitán América en la Institución Smithsonian, decidido a recordar y recuperar el recuerdo de su antigua vida.
  - En la escena poscréditos de Ant-Man,[91] se muestra que Bucky tiene su brazo de metal atrapado en un tornillo de banco, y habla con Rogers y Wilson. Esta escena también aparece en Capitán América: Civil War.
  - En la película de 2016 Capitán América: Civil War,[92][93][94] Rogers trata de proteger a Bucky de las autoridades mientras Helmut Zemo lo enmarca para un atentado terrorista. En un momento dado, se revela que aunque Bucky está en el proceso de recuperar su memoria, su mentalidad de Soldado del Invierno todavía está dentro de él, que puede activarse con una palabra clave, lo que le permite volver a la mentalidad de Soldado del Invierno. A lo largo de la película, Bucky recupera lentamente sus recuerdos y retoma su amistad con Steve, además de conocer a varios aliados de Steve y luchar junto a ellos en varios momentos. Zemo finalmente revela que Bucky había asesinado a los padres de Tony Stark mientras Hydra les lavaba el cerebro, un hecho que Rogers le había ocultado a Stark. Cegado por la venganza, Stark lucha contra Bucky y Rogers, destruyendo el brazo de metal del primero. A Bucky se le concede el santuario en Wakanda, donde elige regresar a la animación suspendida hasta que se encuentre una manera de deshacer el lavado de cerebro de Hydra.
  - Bucky aparece durante la escena poscréditos de la película Black Panther (2018), donde descansa en una aldea de Wakanda después de que Shuri ayudó a eliminar las palabras desencadenantes de Hydra de su mente. Se le da el apodo de "Lobo Blanco" por un grupo de niños.[95]
  - Bucky aparece en Avengers: Infinity War (2018).[96] T'Challa le da un nuevo brazo metálico y se reúne con el Capitán América y los Vengadores una vez más en la Batalla de Wakanda para proteger a Visión de las fuerzas de Thanos. Cuando Thanos destruye la mitad del universo con el Guantelete del Infinito, Bucky es el primer héroe en desintegrarse.
  - Stan vuelve a repetir su papel de Bucky en Avengers: Endgame (2019).[97] Cinco años después de los eventos en Infinity War, los Vengadores encuentran una manera de deshacer esos eventos a través del viaje en el tiempo y revivir a todos los que fueron eliminados. Bucky participa en la batalla final entre los Vengadores, todos sus aliados, y Thanos y su ejército. Después de que Tony se sacrifica para derrotar a Thanos, Bucky es visto asistiendo al funeral de Tony. Después del funeral, Steve Rogers retrocede en el tiempo para vivir el resto de su vida con Peggy Carter. En el presente, Bucky es testigo de que un anciano Rogers pasa su escudo a Sam Wilson.[98]
  - Barnes regresa en la serie de Disney+, The Falcon and The Winter Soldier (2021).[99] La serie tiene lugar después de los eventos de la película Avengers: Endgame de 2019.[100] En abril de 2024, Barnes vive en la ciudad de Nueva York. Ha sido indultado y asiste a una terapia ordenada por el gobierno, donde habla de sus intentos de enmendar su tiempo como asesino con lavado de cerebro.
  - Stan presta su voz a variantes de la línea de tiempo alternativa de Barnes en la serie animada de Disney+, What If...? (2021 - 2024).[101]
  - Barnes aparece de cameo en la película Captain America: Brave New World (2025), donde se postula para el Congreso de los Estados Unidos y se reúne con Wilson en el Centro Médico Militar Nacional Walter Reed para apoyarlo a él y a su nuevo compañero Joaquín Torres, quien estaba en el hospital recibiendo tratamiento médico después de una batalla en la Isla Celestial.
  - Barnes regresa en la película Thunderbolts* (2025).[102]Al averiguar sobre las investigaciones ilegales de Valentina Allegra de Fontaine, Barnes hace equipo con Yelena Belova, John Walker, Ava Starr y Alexei Shostakov como miembro del equipo titular hasta ser rebautizado como los Nuevos Vengadores por De Fontaine tras la derrota del Vacío.
  - Barnes regresará en la próxima película Avengers: Doomsday (2026).[103]

### Videojuegos
- El Soldado del Invierno aparece en el videojuego Marvel: Ultimate Alliance con la voz de Crispin Freeman.
- El Soldado del Invierno aparece en las versiones de Wii, PS2, y PSP de Marvel: Ultimate Alliance 2.
- Bucky y Soldado del Invierno aparece en videojuego Marvel Super Hero Squad: The Infinity Gauntlet con la voz de Rod Keller de nuevo.
- Bucky Barnes aparece en Captain America: Super Soldier, con la voz de Sebastian Stan.
- Bucky Barnes aparece en Marvel Super Hero Squad Online, con la voz de Mikey Kelley (Capitán América) y de Yuri Lowenthal (Soldado del invierno). Ambas iteraciones son personajes separados: Capitán América [listado como "Bucky Cap"] es un personaje jugable y el Soldado del Invierno es un jefe y un personaje villano jugable.
- El Soldado del invierno aparece como una carta en el modo Héroes vs. Heralds de Ultimate Marvel vs. Capcom 3. Además, uno de los trajes alternativos de Capitán América se basa en la demanda de Capitán América de Bucky.
- El Soldado del Invierno aparece en Marvel Heroes, con la voz de David Hayter.[104]
- El Soldado del Invierno apareció en el videojuego de 2013 "Lego Marvel Superheroes" como personaje de DLC, con la voz de James Arnold Taylor.
- El Soldado del Invierno es un personaje jugable en el juego de Facebook Marvel: Avengers Alliance.[105] Los Spec Ops 17 "Ghosts of the Past" está basado libremente en Captain America: The Winter Soldier.
- El Soldado del Invierno aparece como un personaje jugable en el juego de iOS / Android Marvel: Contest of Champions.[106]
- El Soldado del Invierno aparece como un personaje secundario en Disney Infinity: Marvel Super Heroes.[107]
- Varios alias de Bucky Barnes aparecen como diferentes personajes en "Lego Marvel: Avengers", expresado por Scott Porter. Las diversas encarnaciones consisten en su versión original, el Capitán América de Bucky Barnes: El diseño del primer vengador, el diseño original del Soldado del Invierno y los diseños de UCM posteriores, y su iteración del Capitán América. Barnes se puede jugar por primera vez en el tercer capítulo del modo Historia (que se basa en su papel en The First Avenger). Luego, el Soldado del Invierno es el jefe principal del nivel de bonificación "Out of Insight" (que se basa en su papel en El Soldado del Invierno). Su forma clásica se desbloquea cuando el jugador encuentra al Soldado del Invierno en una búsqueda secundaria del centro de Washington D. C., donde solicita al jugador que lo ayude a recordar su pasado.
- El Soldado del Invierno es un personaje jugable en Marvel Future Fight.
- El Soldado del Invierno es un personaje DLC en Marvel vs. Capcom: lnfinite.[108]
- El Soldado del Invierno apareció en el videojuego "Lego Marvel Superheroes 2" como personaje desbloqueable.[109]
- El Soldado del Invierno es un personaje jugable en el videojuego Marvel's Avengers, con la voz de Scott Porter